# Battaglia di Poggio Bustone
La battaglia di Poggio Bustone è stato uno scontro armato verificatosi il 10 marzo 1944 nel comune di Poggio Bustone in provincia di Rieti nal Lazio nel contesto dei grandi rastrellamenti dell'Appennino Umbro-Marchigiano-Laziale, che coinvolse reparti Guardia Nazionale Repubblicana e della polizia repubblicana  e partigiani delle bande "Lupo" e "Calcagnetti". A condurre le operazioni vi sono il questore fascista di Rieti Bruno Pannaria, il vicecommissario di Polizia fascista Vincenzo Trotti (entrambi uccisi dai partigiani negli scontri) e il capitano Mario Tandurri della GNR. L'operazione era stata ordinata dal Federale fascista di Rieti Ermanno Di Marsciano, umbro, già federale di Perugia. Durante il rastrellamento nazifascista persero la vita Domenica Mostarda, civile, residente a Poggio Bustone, di anni 17, sorella di Mostarda Supenio, civile, residente a Poggio Bustone, di anni 20, renitente alla leva.

## Storia
All'alba del 10 marzo le sentinelle del battaglione “Paolo Calcagnetti” della Brigata Garibaldi “Antonio Gramsci”, appostate al di sopra del paese di Poggio Bustone sulla dorsale del monte Rosato, vedono giungere dalla frazione pianeggiante Borgo San Pietro circa duecento militi che, lasciati gli automezzi (si parla di cinque torpedoni, successivamente resi inservibili dalla squadra di Mario Filipponi “Fulmine”), salgono a piedi a cingere l'abitato chiudendone le vie di fuga. La precipitosa corsa ad avvisare i compagni più vicini, a Cepparo frazione di Rivodutri, appena rientrati dopo il disarmo notturno del presidio GNR di Cantalice, coincide con la burrascosa sveglia che subiscono gli abitanti. Le case vengono percorse una ad una tirando fuori tutti i maschi in età di leva, bastonando le madri che provano a trattenerli, proseguendo poi con gli adulti e addirittura gli anziani. Il motivo della spedizione, condotta in prima persona dal questore di Rieti Antonio Pannaria, con l'ausilio del capitano Mario Tandurri della GNR e del vice commissario di PS Vincenzo Trotta, è duplice: stroncare la renitenza, pressoché totale nel Comune per le classi 1923-1924, e punire una popolazione rea del supporto ai partigiani; va tenuto conto anche della volontà di rappresaglia contro i continui disarmi di presidi e distaccamenti della GNR in questa parte del Reatino, in atto sin da fine febbraio (il presidio della GNR di Poggio Bustone è caduto il 4 marzo). Tutti vengono concentrati sulla piazzetta e il questore, lista alla mano, chiama cinquantotto di loro (non è dato sapere con certezza se si tratti solo dei renitenti, solo dei ricercati per motivi politici, o l'intero gruppo), obbligati a presentarsi entro dieci minuti pena la distruzione del paese. In questi frangenti si consuma l'uccisione di Supenio Mostarda, colpito mentre cerca di scappare, e della sorella (secondo alcune fonti cugina, secondo qualcuna addirittura fidanzata) Domenica, liberatasi dal blocco dei militi per correre a soccorrerlo. Inizia a questo punto la seconda fase, la vera e propria battaglia, con l'arrivo dei partigiani del Battaglione “Calcagnetti” guidati da “Lupo” e Vero Zagaglioni “Francesco”, venticinque al massimo, che sconvolge i piani del questore e fa sbandare i suoi uomini, che colti letteralmente di sorpresa iniziano anche a scappare. I partigiani, divisi in tre gruppi, hanno a loro volta sbarrato le vie d'uscita e ai fascisti non resta che concentrare il combattimento fra le vie del paese. La gente si arma alla meglio, anche con forconi e bastoni, e dà un contributo di straordinaria importanza che induce, dopo qualche ora, i militi a sgombrare il campo. Ad esempio il partigiano Giuseppe Desideri di Poggio Bustone (26/01/1924 – 27/05/2006) si salva proprio perché sua madre colpisce mortalmente con un forcone il milite che sta per scaricargli addosso una raffica di mitra. Lo scontro è duro, a tratti brutale e vendicativo da parte di tutti i protagonisti, sebbene l'incongruenza fra le testimonianze e le reticenze di molti non consentano ricostruzioni esaustive. Ciò soprattutto in relazione all'eliminazione dell'ultima sacca di resistenza, rappresentata dall'abitazione dove sono asserragliati il questore, i due funzionari e altri tre militi. Il merito principale viene unanimemente attribuito al ternano Enzo Cerroni “Uragano” e ad Emo Battisti, giovane studente di Poggio Bustone, partigiano della Brigata Garibaldi “Antonio Gramsci” rientrato in paese il giorno precedente per visitare i genitori. È sulle modalità dell'uccisione dei cinque fascisti che mancano sufficienti certezze, inducendo taluni anche a sollevare valutazioni di ordine morale in merito alla condotta dei partigiani in questa occasione. In concomitanza con la cessazione del fuoco giungono anche i rinforzi, in un ritardo giustificabile con la distanza da coprire, circa cinquanta partigiani con in testa Armando Fossatelli “Gim” e Saturno Di Giuli “Miro”. Prevedendo correttamente il pronto arrivo dei tedeschi, tutti piegano rapidamente in direzione di Leonessa (dopo avere liberato alcuni dei ragazzi rastrellati la mattina e rinchiusi in un locale), facendo tuttavia in tempo a vedere arrivare verso le ore 16 una colonna della Wehrmacht, composta sia di mezzi blindati che bandiere della Croce Rossa, che non risulta avere compiuto ulteriori danni o ritorsioni contro la popolazione in quella giornata. Alla fine i fascisti contano in totale sedici vittime fra le loro file.

### Strage di Leonessa
Nel quadro dei grandi rastrellamenti che hanno interessato l'Appennino centrale Umbro-Marchigiano-Laziale, il controllo del territorio e delle vie di comunicazione tra l'Adriatico e il Tirreno e l'autogoverno delle zone liberate dette Repubbliche partigiane da parte della Brigata Garibaldina "Antonio Gramsci" sono alcuni dei motivi che spingeranno i nazifascisti ad avviare un rastrellamento nel leonessano (29 marzo - 7 aprile '44), eseguito dal gruppo Schanze e culminato con la Strage di Leonessa dove furono uccisi 51 civili sospettati di connivenza con i partigiani. Almeno due sono le frazioni di Leonessa rase al suolo dalle fiamme appiccate dai nazifascisti: Villa Pulcini e Cumulata. Gli incendi, tuttavia, non potendo essere domati, provocano ampie devastazioni ai campi. Massicce distruzioni in tutto il territorio investito di abitazioni, stalle e magazzini; spesso distrutte anche le capanne dei carbonai. La stessa Leonessa subisce danni e distruzioni, oltre ad ingenti saccheggi di abitazioni: è depredato e danneggiato il Municipio, vengono distrutte – fra l'altro – la centrale elettrica e il locale adibito a cinema-teatro. Sono senza dubbio frequenti e numerosi in questi giorni anche i casi di violenza fisica non mortale, sebbene generalmente passati in secondo piano in testimonianze e ricostruzioni al cospetto dell'immane strage. È documentato inoltre un caso di violenza carnale compiuto da quattro militari tedeschi il 3 aprile 1944, in frazione Volsciano, ai danni di Bernardina Caroiofi, nata a Leonessa il 19 settembre 1900, coniugata, che a seguito dello stupro è rimasta incinta.

### Il partigiano Mario Lupo
La figura del partigiano Mario Lupo “Lupo” è senza dubbio la più enigmatica in tutta la vicenda resistenziale della Brigata Garibaldi "Antonio Gramsci”. Tuttora ignote le sue generalità, è un comandante del battaglione “Paolo Calcagnetti”. Scompare misteriosamente dalle scene meno di un mese dopo, durante il grande rastrellamento iniziato il 31 marzo. Come sempre in queste occasioni, si parla anche di un passaggio al nemico. Di Mario Lupo, invece, non si hanno più notizie dal 30 marzo 1944.

## Archivio sonoro
Canto politico, su aria di cantastorie. Il traditor Tanturi. Canto del repertorio politico di Dante Bartolini che ricostruisce un episodio della lotta partigiana nell'area Umbro-Laziale, la battaglia di Poggio Bustone combattuta dai partigiani del Btg.“Paolo Calcagnetti” della Brigata Garibaldi "Antonio Gramsci".
Testo:
Non ti ricordi ancor del dieci marzo quello che facesti a Poggio tu? Volevi a noi tutti fucilare mentre questo non accadde più. Vile Tanturi la condanna si avvicina e la tua carneficina la dovrai presto sconta'. Or chiuso te ne stai nella prigione, un rimorso ti sta a lacera', se poi ti pentirai di quel che hai fatto il pentimento più non gioverà. O scellerato traditor degli italiani, hai difeso i pescicani pe' aumentar la schiavitù. Mentre passeggiavi per le strade il mattin del dieci marzo tu un intimo compagno ci ammazzasti, o vigliacco, che facesti tu! Tre nostri cari in quel giorno so' scomparsi, e anche lor dalle sue tombe griderà vendetta a te. In piazza principale del paese i rastrellati conducesti tu, tra questi altrettanti ne chiamasti ed al supplizio li portasti tu. Quanta importanza con quel tuo modo di agire ci sembravi il padrone dell'intera umanità. Eran le dieci e venti del mattino, di partigiani si stava a parla', tu coraggiosamente sei partito a chiedere rinforzo alla città. Al tuo partire al comando fu il questore, quel vigliacco e senza cuore in quel giorno ebbe a morir. Per fortuna qualcuno del paese andiede ad avvertire i partigiani che in brutto stato stava il lor paese e presto lo venissero a salvar. I partigiani come lupi so' arrivati, tanto rapidi e assetati di quel sangue tradito'. Un'ora di terribile bufera rese la vittoria ai partigiani: ventotto so' i fascisti che ammazzati, tra questi anche il questore a comanda'. Dei fascisti superavano i duecento, sol dieciotto partigiani glielo misero spavento. C'erano tra famosi comandanti tra i fascisti e i questurini che fecero succede il gran macello, al tribunale dovran compari'. Mi scuserete, io non son compositore, figlio di un lavoratore, meglio non vi posso dir.
Registrazione effettuata da Alessandro Portelli a Casteldilago frazione di Arrone l'8 aprile 1972.

## Onorificenze
«La Comunità provinciale del Reatino resisteva, con fierissimo contegno, all'accanita furia delle truppe tedesche accampate sul suo territorio, altamente strategico per le immediate retrovie del fronte di Cassino, e partecipava, con indomito spirito patriottico ed intrepido coraggio, alla guerra di Liberazione, sopportando la perdita di un numero elevato di eroici cittadini e la distruzione di ingente parte del suo patrimonio monumentale ed edilizio».
Poggio Bustone è tra le città decorate al valor militare per la guerra di liberazione, insignita della medaglia d'argento al valor militare per i sacrifici delle sue popolazioni e per l'attività nella lotta partigiana durante la seconda guerra mondiale:

### Monumento
Lastra in memoria dell’inizio della Resistenza 10 marzo 1944, posta sul luogo dove avvennero gli scontri.
«In questo Luogo ebbe inizio lo scontro armato fra le formazioni partigiane e l'invasore fascista»